# 1942 (gra komputerowa)
1942 – japońska komputerowa gra zręcznościowa (a dokładniej strzelanka) na konsole gier wideo, komputery domowe i automaty do gier, wyprodukowana przez Capcom. Gra została wydana przez Capcom, Elite, Zafiro i MCM w latach 1984–1987, 2000–2001, 2003, 2010–2011, została też wydawana w przeróżnych kolekcjach, jak Capcom Arcade Cabinet na Playstation 3. Kontynuacją była gra pt. 1943: The Battle of Midway.

## Fabuła
Akcja gry toczy się nad Pacyfikiem w trakcie II wojny światowej. Gracz wciela się w postać amerykańskiego pilota samolotu Lockheed P-38 Lightning, który ma za zadanie dotrzeć do Tokio. Po drodze starają się mu przeszkodzić japońskie samoloty takie jak Mitsubishi A6M Zero, Kawasaki Ki-48s i Ki-61s.

## Rozgrywka
Gracz leci samolotem przed siebie, za zadanie mając likwidację kolejnych oddziałów przeciwników, może też omijać ich ataki za pomocą specjalnego manewru. Wśród lokacji nad którymi przeleci znajdują się m.in. Midway, Marshall, Attu, Rabaul, Levte, Saiban, Iwo Jima, czy Okinawa.

## 1942: Joint Strike
24 lipca 2008 roku ukazał się remake 1942: Joint Strike wyprodukowany przez Backbone Entertainment i wydany przez Capcom na PlayStation 3 i Xbox 360.